# Głosy Katolickie
Głosy Katolickie – miesięcznik Wydawnictwa Księży Jezuitów (Wydawnictwo Apostolstwa Modlitwy) wychodzący w latach 1900–1939 jako kontynuacja serii Pobożne Książki dla Wiernych Każdego Stanu i dodatek do czasopism Posłaniec Serca Jezusowego lub Sodalis Marianus.
Ukazało się 39 roczników w 467 numerach. Każdy z nich poświęcony był wybranej dziedzinie religijno-społecznej. Celem pisma było „pouczać wiernych o wszystkich najważniejszych i najpotrzebniejszych prawdach wiary św. i przeciwdziałać zgubnym naukom i prądom nurtującym społeczeństwo”.
Do 1921 roku pismo miało formę zeszytów tematycznych i 32 stronicowy format 14x9 cm. Od 1921 redaktor Jan Rostworowski zmienił nieco pismo i format (ósemka), jednak od 1924 przywrócono jednotematyczne, małe zeszyty. Niektóre numery cieszyły się wielką popularnością, więc były wielokrotnie wznawiane, także jako niezależne broszury (osiągając nakład jednorazowy 100 tys. egz.).
Redaktorzy Głosów Katolickich:
- Piotr Kutyba (1900–1903)
- Feliks Cozel (1905–1908)
- Aleksander Mohl 1906–1907)
- Kazimierz Nowak (1908–1909)
- Wiktor Wiecki (1909–1911)
- Jan Zatłokiewicz (1911–1913)
- Kazimierz Bisztyga (1913–1914, 1917-18, 1926-32)
- Jarosław Rejowicz (1914–1915)
- Ernest Matzel (1916–1917, 1918–20)
- Jan Rostworowski (1921-1923, 1932–1935
- Romuald Moskała 1923–1926)
- Alojzy Warol (1935–36)
- Józef Andrasz (1936)
- Piotr Turbak (1936–39)